# Przełęcz pod Jeleńcem
Przełęcz pod Jeleńcem – przełęcz na wysokości 837 m n.p.m. w Sudetach Środkowych, w Górach Kamiennych, w paśmie Gór Suchych.
Przełęcz położona jest na terenie Parku Krajobrazowego Sudetów Wałbrzyskich na południowym wschodzie od miejscowości Rybnica Leśna, w północno-zachodniej części pasma Gór Suchych.
Stanowi rozległe obniżenie o dość łagodnych zboczach i stromych podejściach, rozdzielające południkowo wzniesienie Jeleniec od Turzyny. Rejon przełęczy zbudowany jest z permskich skał wylewnych – melafirów (trachybazaltów). Cały obszar przełęczy porośnięty jest lasem regla dolnego. Około 140 m poniżej przełęczy na południowym podejściu leży niewielka łąka z górską roślinnością i zespołem skałek.

## Turystyka
Przez przełęcz prowadzą szlaki turystyczne:
 – czerwony fragment Głównego Szlaku Sudeckiego prowadzący z Jedliny do Sokołowska i dalej.
 – niebieski, prowadzący z Mieroszowa do Wałbrzycha.
 – żółty, prowadzący ze schroniska Andrzejówka do zamku Rogowiec i dalej.